# 19 tháng 11
Ngày 19 tháng 11 là ngày thứ 323 (324 trong năm nhuận) trong lịch Gregory. Còn 42 ngày trong năm.

## Sự kiện
- 461 – Nguyên lão Libius Severus trở thành hoàng đế của Đế quốc Tây La Mã, song quyền lực thực tế nằm trong tay Thống lĩnh Ricimer.
- 461 – Thánh Hilarius được trở thành Giáo hoàng.
- 537 – Quân Đông Ngụy dưới quyền Cao Hoan giao tranh với quân Tây Ngụy dưới quyền Vũ Văn Thái trong trận Sa Uyển.
- 1493 – Cristoforo Colombo đổ bộ lên hòn đảo mà ông trông thấy vào ngày hôm trước, và đặt tên đảo là San Juan Bautista (Thánh Gioan Tẩy Giả), ngày nay là Puerto Rico. Ông là người Âu Châu đầu tiên đến đảo.
- 1863 – Tổng thống Hoa Kỳ Abraham Lincoln đọc bài Diễn văn Gettysburg trong lễ thánh hiến nghĩa địa quân đội tại Gettysburg, Pennsylvania.
- 1881 – Một vẫn thạch rơi xuống đất gần làng Großliebenthal, về phía tây nam của Odessa (Ukraina).
- 1942 – Đệ Nhị Thế Chiến: Hồng quân Liên Xô dưới quyền lãnh đạo của Georgy Zhukov bắt đầu tiến hành Chiến dịch Sao Thiên Vương chống lại các lực lượng phe Trục tại Stalingrad và các vùng phụ cận.
- 1967 – Đài truyền hình TVB chính thức phát sóng tại Hồng Kông, hiện là đài truyền hình vô tuyến hàng đầu tại lãnh thổ này.
- 1969 – Cầu thủ bóng đá người Brasil Pelé ghi bàn thắng thứ 1000 của mình khi thi đấu cho Santos trong trận đấu với Vasco da Gama tại Rio de Janeiro.
- 1997 – Ngày đầu Internet tại Việt Nam được hòa vào mạng Internet toàn cầu.

## Sinh
- 1168 – Tống Ninh Tông, hoàng đế Nam Tống (m. 1224)
- 1600 – Charles I của Anh (m. 1649)
- 1711 – Mikhail Vasilyevich Lomonosov, nhà khoa học và học giả người Nga (m. 1765)
- 1786 – Carl Maria von Weber, nhà soạn nhạc người Đức (m. 1826)
- 1805 – Ferdinand de Lesseps, nhà ngoại giao và công trình sư người Pháp, phát triển Kênh đào Suez (m. 1894)
- 1828 – Nữ chúa Lakshmibai, nữ vương Ấn Độ (m. 1858)
- 1831 – James A. Garfield, chính trị gia Hoa Kỳ, Tổng thống thứ 20 của Hoa Kỳ (m. 1881)
- 1875 – Mikhail Kalinin, chính trị gia Liên Xô (m. 1946)
- 1887 – James Batcheller Sumner, nhà hóa học người Mỹ, được nhận Giải Nobel hóa học (m. 1955)
- 1909 – Peter Drucker, nhà lý luận người Mỹ (m. 2005)
- 1915 – Earl Wilbur Sutherland Jr., nhà s. lý học người Mỹ, được nhận Giải Nobel (m. 1974)
- 1917 – Indira Gandhi, chính trị gia Ấn Độ, Thủ tướng thứ ba của Ấn Độ (m. 1984)
- 1934 – Valentin Kozmich Ivanov, cầu thủ bóng đá người Nga thi đấu trong đội tuyển Liên Xô (m. 2011)
- 1936 – Lý Viễn Triết, nhà hóa học người Mỹ gốc Đài Loan, được nhận giải Nobel hóa học
- 1956 – Paul Keane, diễn viên Úc
- 1961 – Meg Ryan, diễn viên và nhà sản xuất người Mỹ
- 1962 – Jodie Foster, diễn viên, đạo diễn, nhà sản xuất người Mỹ
- 1962 – Sean Parnell, chính trị gia người Mỹ, Thống đốc thứ 12 của Alaska
- 1963 – Mariléia dos Santos, cầu thủ bóng đá Brasil
- 1964 – Petr Nečas, chính trị gia người Séc, Thủ tướng thứ 9 của Cộng hòa Séc
- 1965 – Laurent Blanc, cầu thủ bóng đá người Pháp
- 1973 – Ryukishi07, tác giả người Nhật
- 1975 – Sushmita Sen, người mẫu và diễn viên Ấn Độ, đăng quang Hoa hậu Hoàn vũ 1994
- 1985 – Chris Eagles, cầu thủ bóng đá người Anh
- 1989 – Tyga, người đọc rap người Mỹ
- 1991 – Vũ Lỗi, cầu thủ người Trung Quốc
- 1993 – Suso, cầu thủ bóng đá người Tây Ban Nha
- 1994 – Ibrahima M'baye, cầu thủ bóng đá người Senegal

## Mất
- 1009 – Lê Long Đĩnh, hoàng đế cuối cùng của nhà Tiền Lê (s. 986)
- 1635 – Nguyễn Phúc Nguyên, hay chúa Sãi, chúa Nguyễn của Đàng Trong (s. 1563).
- 1665 – Nicolas Poussin, họa sĩ người Pháp (s. 1594)
- 1826 – Nguyễn Thị Trường, phong hiệu Quý nhân, thứ phi của vua Minh Mạng nhà Nguyễn (s. 1796).
- 1828 – Franz Schubert, nhà soạn nhạc người Áo (s. 1797)
- 1847 – Nguyễn Phúc Gia Trang, công chúa con vua Minh Mạng (s. 1831).
- 1931 – Từ Chí Ma, nhà thơ Trung Hoa (s. 1897)
- 1935 – Nguyễn Hữu Thị Nhàn, tôn hiệu Khôn Nguyên Hoàng thái hậu, chính thất của vua Đồng Khánh (s. 1870).
- 1970 – Andrey Ivanovich Yeryomenko, Nguyên soái Liên Xô (s. 1892)
- 1990 – Tôn Lập Nhân, Tổng tư lệnh Lục quân Trung Hoa Dân Quốc (s. 1900)
- 1993 – Leonid Iovich Gaidai, đạo diễn hài kịch Liên Xô (s. 1923)
- 2004 – John Robert Vane, nhà dược lý học Anh Quốc, đoạt giải Nobel (s. 1927)
- 2005 – Erik Balling, đạo diễn người Đan Mạch (s. 1924)

## Những ngày lễ
- Ngày Toilet Thế giới
- Ngày Quốc tế Nam giới
- Các Tiểu vương quốc Ả Rập Thống nhất – Ngày hành hương